# Heinrich Vogt (Mediziner)
Heinrich Vogt (* 23. April 1875 in Regensburg; † 24. September 1957 in Bad Pyrmont) war ein deutscher Neurologe, Psychiater, Balneologe und Rheumatologe.

## Leben
Vogt wurde als Sohn eines Gymnasialprofessors und späteren Gymnasialdirektors geboren. Als Schüler am Gymnasium bei Sankt Stephan (Augsburg) genoss er eine humanistische Ausbildung, die auch seine medizinisch-wissenschaftliche Veröffentlichungen prägte. Nach dem Abitur studierte er Medizin an der Ludwig-Maximilians-Universität München, der Ruprecht-Karls-Universität Heidelberg und der Georg-August-Universität Göttingen. Er legte 1899 in Göttingen das Staatsexamen ab und wurde im selben Jahr in Heidelberg mit einer Doktorarbeit bei Vincenz Czerny promoviert. Er arbeitete als Assistent an psychiatrischen Kliniken in Göttingen, Zürich und Frankfurt am Main.
1907 habilitierte er sich in Göttingen für Neurologie und Psychiatrie, 1909 erfolgte die Ernennung zum Extraordinarius. Im selben Jahr wechselte er an die neue Johann Wolfgang Goethe-Universität Frankfurt am Main. Er nahm dort die Stelle des Direktors der Abteilung für Psychiatrie an. 1911 wurde er Direktor des neurologischen Sanatoriums „Nerotal“ in Wiesbaden. 1925 siedelte er nach Bad Pyrmont über, wo er sich zunehmend der Balneologie widmete. 1935 wurde er  Ordinarius für Balneologie an der Schlesischen Friedrich-Wilhelms-Universität in Breslau und Leiter der neugegründeten Reichsanstalt für das Deutsche Bäderwesen.
Nach dem Zweiten Weltkrieg kehrte Vogt aus der Kriegsgefangenschaft nach Bad Pyrmont zurück, wo er 1957 starb.

### Neurologie
Vogt publizierte mehrere Abhandlungen über Tuberöse Sklerose und die nach ihm benannte Vogt-Spielmeyer-Stock-Krankheit.
Vogt war einer der ersten Mediziner, der die „Familiäre amaurotische Idiotie“, später Vogt-Spielmeyer-Stock-Krankheit (Neuronale Ceroid-Lipofuszinose) genannt, beschrieb. Er veröffentlichte dazu zwei Abhandlungen im Jahr 1905 und 1911.
Einen Meilenstein in der Geschichte der Tuberösen Sklerose setzte Vogt im Jahre 1908 mit der Erstellung einer Symptomtrias, auch „Vogtsche Trias“ genannt, die erstmals eine klinische Diagnosestellung dieser Krankheit zu Lebzeiten ermöglichte. Zuvor war dies nur durch die Obduktion zu erreichen. Die Vogtsche Trias beinhaltet Epilepsie, geistige Behinderung und das Adenoma sebaceum.

### Balneologie
Erstmals widmete sich Vogt mit dem Aufsatz „Vegetatives System und die Haut vom balneologischen Standpunkt aus“ der Balneologie. Er bemühte sich um eine stärkere Anerkennung der Balneologie als gleichwertige Wissenschaft innerhalb der anderen medizinischen Disziplinen. Zu diesem Zweck gründete er 1934 die Zeitschrift „Der Balneologe“, die unter seiner Leitung bis 1944 erschien. 1927 hatte Vogt in einer gutachterlichen Stellungnahme dem preußischen Wohlfahrtsministerium die Notwendigkeit einer Zentralstelle für das Bäderwesen nahegelegt. Auf Grund der zunehmend schlechten Wirtschaftslage konnte dieses Vorhaben aber nicht umgesetzt werden. Erst 1935 wurde die Zentralanstalt in Breslau realisiert und Vogt zu ihrem Leiter berufen.
Vogt wurde 1933 als Nachfolger Eduard Dietrichs zum Vorsitzenden der Deutschen Gesellschaft für Rheumabekämpfung und der Deutschen Gesellschaft für Klima- und Bäderkunde.

## Schriften
- Die Paralyse des Nervus facialis im Anschlusse an Otitis media acuta: Ein Beitrag zur Lehre von der otogenen Gesichtslähmung. 1898, urn:nbn:de:bvb:355-ubr10751-7 (Dissertation, Universität Heidelberg, 1898).
- Über familiäre amaurotische Idiotie und verwandte Krankheitsbilder. Monatsschrift für Psychiatrie und Neurologie 18 (1905), S. 161–171, 310–357.
- Über die Anatomie, das Wesen und die Entstehung mikrocephaler Missbildungen, nebst. Beiträgen über die Entwickelungsstörungen der Architektonik des Zentralnervensystems (= Arbeiten aus dem Hirnanatomischen Institut in Zürich. H. 1). Bergmann, Wiesbaden 1905.
- Zur Diagnostik der tuberösen Sklerose. Zeitschrift Erforschung jugendlichen Schwachsinns 2 (1907), S. 1–15.
- Die Epilepsie im Kindesalter mit besonderer Berücksichtigung erzieherischer, unterrichtlicher und forensischer Fragen dargestellt. Karger, Berlin 1910.
- mit Heinrich Klose: Klinik und Biologie der Thymusdrüse mit besonderer Berücksichtigung ihrer Beziehungen zu Knochen- und Nervensystem. Laupp, Tübingen 1910.
- Familiäre amaurotische Idiotie, histologische und histopathologische Studien. Archiv für Kinderheilkunde 51 (1911), S. 1–125.
- mit Wilhelm Weygandt (Hg.): Handbuch der Erforschung und Fürsorge des jugendlichen Schwachsinns unter besonderer Berücksichtigung der psychischen Sonderzustände im Jugendalter. Gustav Fischer, Jena 1911.
- Epilepsie, in: Gustav Aschaffenburg (Hg.): Handbuch der Psychiatrie. Spezieller Teil, Abt. 1, Franz Deuticke, Leipzig/Wien 1915, S. 51–271.
- als Herausgeber: Handbuch der Therapie der Nervenkrankheiten, 2 Bände. Gustav Fischer, Jena 1916.
- Die Heilquellen von Bad Pyrmont: Naturgeschichte, Wissenschaft und Anwendung. Ein Führer für Ärzte. Nur Band 1 erschienen: Die Bäder. Kabitzsch, Leipzig 1928.
- Kur in Bad Pyrmont. Hameln o. J. (1931).
- Der Balneologe. Zeitschrift der gesamten physikalischen und diätetischen Therapie. Berlin 1934–1944, damit Erscheinen eingestellt.
- als Hrsg.: Die Bedeutung der Krankenbehandlung in Bädern und Kurorten für die ärztliche Praxis: Der Ärzteschaft des In- und Auslands gewidmet. Bund Deutscher Verkehrverbände und Bäder, Bad Pyrmont 1935.
- Einführung in die Balneologie und medizinische Klimatologie (Bäder- und Klimaheilkunde). Springer, Berlin/Heidelberg 1945, doi:10.1007/978-3-662-01398-4; 2. Auflage, mit Walther Amelung: Springer, Berlin/Göttingen/Heidelberg 1952.